# Papa Pius al X-lea
Papa Pius al X-lea, născut Giuseppe Melchiorre Sarto, (n. 2 iunie 1835, Riese, Italia - d. 20 august 1914, Vatican) a fost Papă din 1903 până în 1914.

## Biografie
Giuseppe Melchiorre Sarto s-a născut la 2 iunie 1835 la Riese, Veneția, în provincia Treviso. Părinții săi erau Giovanni Battisata Sarto și Margarita. Tatăl său era poștaș, și a murit în 1852, însă Margarita a trăit îndeajuns pentru a-și vedea fiul cardinal. După ce a terminat școala primară, Giuseppe a primit primele sale lecții de latină, în privat, de la parohul orașului său natal, Don Tito Fusaroni, după care a studiat timp de patru ani la gimnaziul din Castelfranco Veneto, unde mergea zilnic pe jos.
În 1850 primește tonsura de la episcopul din Treviso și urmează cursurile în seminarul din Padova al diecezei din Treviso, unde își completează cu succes studiile clasice, filosofice și teologice. Este hirotonit în 1858, și timp de trei ani este capelan la Tombolo unde, însă, trebuia să îndeplinească multe din îndatoririle parohului care era bătrân și bolnav. A căutat să-și desăvârșească cunoașterea teologică prin studierea asiduă a scrierilor sfântului Toma și a Dreptului Canonic; în același timp a înființat o școală serală pentru elevi adulți, și s-a consacrat predicării prin alte orașe unde era chemat.
În 1867 este numit paroh la Salzano, un oraș mare din dieceza de Treviso, unde restaurează biserica și se ocupă de lărgirea și întreținerea spitalului prin mijloace proprii, conform generozității sale obișnuite față de săraci; s-a distins în mod deosebit prin dăruirea sa în timpul holerei. S-a arătat foarte interesat de educația adulților. În 1875 este numit canonic al catedralei din Treviso, și îndeplinește diferite funcții printre care aceea de director spiritual și rector al seminarului și vicar general; în plus, a oferit elevilor din școlile publice posibilitatea de a primi educație religioasă.
În 1878, după moartea episcopului Zanelli, este ales vicar capitular. La 10 noiembrie 1884 este numit episcop de Mantua și consacrat la 20 noiembrie. Misiunea sa în noua funcție era aceea de a se ocupa cu formarea preoților din seminare, unde predă el însuși, timp de mai mulți ani, teologie dogmatică, iar timp de un an, teologie morală.

Blazonul Papei Pius al X-lea

În timpul consistoriului secret din iunie 1893, papa LLeon al XIII-lea l-a creat cardinal, iar trei zile mai târziu, în consistoriul public, a fost propus pentru patriarhatul Veneției, păstrând titlul de Administrator apostolic de Mantua.
După moartea lui  Leon al XIII-lea, cardinalii, după mai multe scrutine, l-au ales pe Giuseppe Sarto la 4 august, cu 55 de voturi din 60. Încoronarea sa a avut loc în duminica următoare, la 9 august 1903.
În prima sa enciclică a spus că motoul pontificatului său va fi "instaurare omnia in Christo" (Efeseni 1,10). Ca urmare, preocupările sale cele mai mari au fost îndreptate spre interesele precise ale Bisericii. Înainte de toate, eforturile sale s-au îndreptat spre promovarea pietății credincioșilor, și a permis primirea frecventă și, după posibilități, chiar zilnică a Sfintei Împărtășanii, scutindu-i pe bolnavi de post pentru a le permite primirea Sfintei Împărtășanii de două ori pe săptămână, și chiar mai des. În plus, a recomandat ca Prima Împărtășanie a copiilor să nu fie amânată prea mult după ce aceștia au ajuns la vârsta priceperii. Ca simplu capelan, episcop și patriarh, Giuseppe Sarto a promovat muzica sacră; ca papă a dispus să fie folosit pretutindeni cântul gregorian și a tipărit cărți de cânt. A subliniat importanța catehizării nu numai a copiilor, dar și a adulților, trasând reguli precise și a făcut să se publice un catehism nou în dieceza din Roma.
La 19 martie 1904 a înființat o congregație specială de cardinali, al cărei secretar era cardinalul. Gasparri, și care urma să recodifice Dreptul Canonic. Papa Pius al X-lea a modificat și organizarea Curiei romane, separând forul juridic de cel administrativ. Curia romană cuprindea, astfel, trei tribunale, 11 congregații și 5 birouri. În timpul primilor ani ai pontificatului său a mărit numărul diecezelor, înființând 28 dieceze noi, în special în Statele Unite, în Brazilia și în Filipine; în plus, a înființat 16 vicariate apostolice și 15 prefecturi apostolice. În Ungaria a înființat în anul 1912 Episcopia Greco-Catolică de Hajdúdorog.